# Scacciacani
Scacciacani è un singolo del rapper italiano Ketama126, pubblicato in collaborazione con Massimo Pericolo il 24 maggio 2019 come primo estratto dell'album in studio Kety.

## Video musicale
Il videoclip del singolo, diretto da Fabrizio Conte, fu pubblicato il 30 maggio 2019 sul canale YouTube del rapper Ketama126.

## Tracce
1. Scacciacani – 3:39 (testo: Piero Baldini, Alessandro Vanetti – musica: Crookers & Nic Sarno)

## Classifiche

### Classifiche settimanali
| Classifica (2019) | Posizione massima |
| ----------------- | ----------------- |
| Italia            | 22                |

### Classifiche di fine anno
| Classifica (2019) | Posizione |
| ----------------- | --------- |
| Italia            | 98        |